# Одна в неоновых джунглях
«Одна в неоновых джунглях» (англ. «Alone in the Neon Jungle») — детективный триллер с элементами драмы. В России был показан на русской версии телеканала «Hallmark». Также известен под названием «В одиночку в неоновых джунглях».

## Сюжет
Капитан полиции Джанет Хэмилтон — настоящая профессионалка. Начальство направляет в самый трудный участок, где пышным цветом расцвела коррупция.
В первый же день её работы был убит полицейский, причем явно своими. Джанет начинает своё расследование, но теперь в её адрес поступают угрозы.

## В ролях
- Сюзанн Плешетт — Джанет Хэмилтон
- Дэнни Айелло — шеф
- Джон Тенни — Тодд Хансен
- Джо Мортон — Кен Фрэйкер